# Jan Jacob Verdenius
Jan Jacob Verdenius (ur. 11 września 1973) – norweski biegacz narciarski, reprezentant klubu Byåsen IL.

## Kariera
W Pucharze Świata zadebiutował 18 grudnia 1993 roku w Davos, zajmując 88. miejsce w biegu na 15 km stylem dowolnym. Pierwsze pucharowe punkty zdobył jednak siedem lat później, 17 grudnia 2000 roku w Brusson, gdzie był drugi w sprincie stylem dowolnym. Tym samym nie tylko zdobył pierwsze punkty, ale od razu stanął na podium. W zawodach tych rozdzielił swego rodaka, Tora Arne Hetlanda oraz Włocha Cristiana Zorziego. Najlepsze wyniki osiągnął w sezonie 2000/2001, kiedy zajął 18. miejsce w klasyfikacji generalnej, a w klasyfikacji sprintu zdobył Małą Kryształową Kulę, wyprzedzając Zorziego i Hetlanda.
W 1995 roku wziął udział w mistrzostwach świata w Thunder Bay, gdzie zajął 81. miejsce w biegu na 10 km techniką klasyczną. Na rozgrywanych dwa lata później mistrzostwach świata w Trondheim jego najlepszym wynikiem było 43. miejsce na tym samym dystansie. Brał też udział w mistrzostwach świata w Lahti w 2001 roku, gdzie był dziesiąty w sprincie stylem dowolnym, a na dystansie 50 km stylem dowolnym zajął 28. miejsce. Nigdy nie brał udziału w igrzyskach olimpijskich.

## Osiągnięcia

### Mistrzostwa świata
| Miejsce | Dzień     | Rok  | Miejscowość | Konkurencja             | Czas biegu | Strata   | Zwycięzca           |
| ------- | --------- | ---- | ----------- | ----------------------- | ---------- | -------- | ------------------- |
| 81.     | 11 marca  | 1995 | Thunder Bay | 10 km stylem klasycznym | 24:52,3    | +4:49,7  | Władimir Smirnow    |
| 52.     | 21 lutego | 1997 | Trondheim   | 30 km stylem dowolnym   | 1:06:28,2  | +5:33,6  | Aleksiej Prokurorow |
| 43.     | 24 lutego | 1997 | Trondheim   | 10 km stylem klasycznym | 23:41,8    | +2:29,0  | Bjørn Dæhlie        |
| 45.     | 25 lutego | 1997 | Trondheim   | 25 km łączony           | 1:00:11,1  | +5:50,6  | Bjørn Dæhlie        |
| 10.     | 21 lutego | 2001 | Lahti       | Sprint stylem dowolnym  | 3:14,1     | -        | Tor Arne Hetland    |
| 28.     | 25 lutego | 2001 | Lahti       | 50 km stylem dowolnym   | 2:05:27,2  | +10:01,1 | Johann Mühlegg      |

### Puchar Świata

#### Miejsca w klasyfikacji generalnej
- sezon 1993/1994: -
- sezon 1994/1995: -
- sezon 1995/1996: -
- sezon 1996/1997: -
- sezon 1997/1998: -
- sezon 1998/1999: -
- sezon 1999/2000: -
- sezon 2000/2001: 18.
- sezon 2001/2002: 53.

#### Miejsca na podium
| Nr | Dzień      | Rok  | Miejscowość | Konkurencja              | Czas biegu | Strata | Pozycja | Zwycięzca       |
| -- | ---------- | ---- | ----------- | ------------------------ | ---------- | ------ | ------- | --------------- |
| 1. | 17 grudnia | 2000 | Brusson     | Sprint stylem dowolnym   | ?          | ?      | 2.      | Thomas Alsgaard |
| 2. | 28 grudnia | 2000 | Engelberg   | Sprint stylem klasycznym | ?          | -      | 1.      | -               |
| 3. | 7 marca    | 2001 | Oslo        | Sprint stylem klasycznym | ?          | ?      | 3.      | Thomas Alsgaard |